# Carpodacus dubius
Il carpodaco cigliabianche cinese (Carpodacus dubius Przewalski, 1876) è un uccello passeriforme della famiglia dei Fringillidi.

## Etimologia
Il nome scientifico della specie, dubius, significa "dubbio" in latino.

## Descrizione

### Dimensioni
Misura 17–18 cm di lunghezza, per 24-36 g di peso.

### Aspetto
Si tratta di uccelli dall'aspetto robusto, muniti di testa tondeggiante con grandi occhi e becco robusto e conico, ali allungate e coda dalla punta lievemente forcuta.
Il piumaggio presenta dimorfismo sessuale: mentre i maschi presentano faccia, gola, petto, ventre e codione di solore rosa carico (fanno eccezione le penne della gola, dalla punta biancastra, ed il sopracciglio, che dà il nome comune alla specie ed è biancastro), vertice, nuca e dorso di colore bruno e ali e coda bruno-nerastre, le femmine mancano del rosso ventrale, sostituito da un più mimetico bruno-beige. In ambedue i sessi, becco e zampe sono di colore nerastro (il primo con parte inferiore più chiara) e gli occhi sono di colore bruno scuro.

## Biologia
Essendo stati a lungo considerati una sottospecie piuttosto che una specie a sé stante, i carpodachi cigliabianche cinesi non sono ancora stati studiati a fondo: si tratta tuttavia di uccelli dalle abitudini molto simili a quelle riscontrabili nei carpodacini.

## Distribuzione e habitat
Come intuibile dal nome comune, il carpodaco cigliabianche cinese è diffuso in Cina centrale e centro-meridionale, oltre che nella porzione orientale del Tibet.
L'habitat di questi uccelli è rappresentato dalle aree boscose sia a latifoglie che a conifere, con presenza di sottobosco arbustivo, privilegiando le aree più sgombre, come il limitare delle foreste, le radure e i campi di taglio, e potendo essere osservati anche nelle pietraie.

## Sistematica
Se ne riconoscono tre sottospecie:

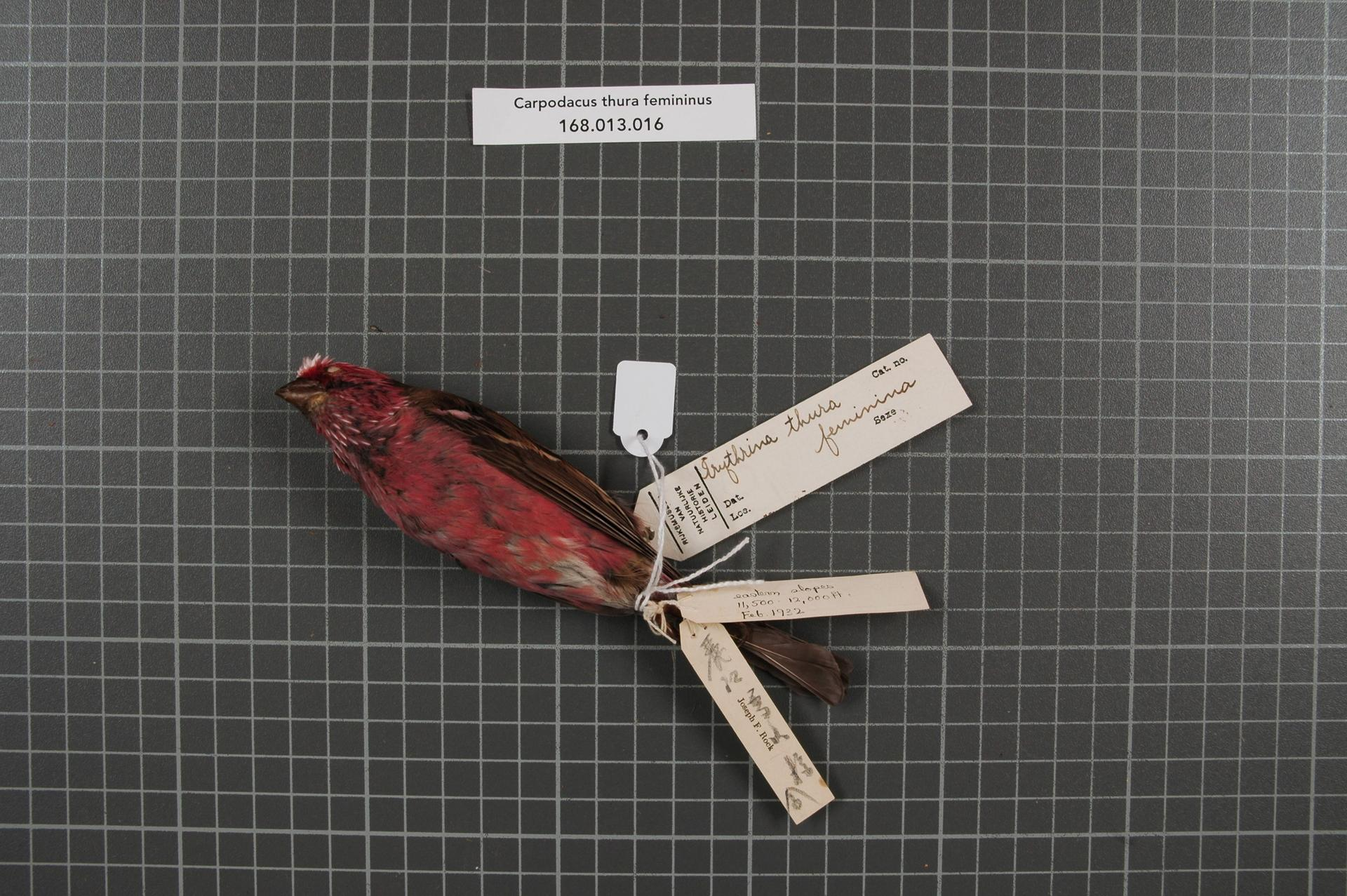
Maschio impagliato della sottospecie femininus.

- Carpodacus dubius dubius Przewalski, 1876 - la sottospecie nominale, diffusa nel Quinghai orientale, Gansu e Ningxia, a sud fino al Tibet orientale;
- Carpodacus dubius femininus Rippon, 1906 - diffusa dal Quinghai meridionale all'area fra Tibet sud-orientale, Sichuan occidentale e Yunnan nord-occidentale;
- Carpodacus dubius deserticolor (Stegmann, 1931) - diffusa nel Quinghai settentrionale;

Le popolazioni del sud-est dell'altopiano del Tibet, considerate sinonimo di intermedius, sono secondo alcuni da elevare al rango di sottospecie a sé stante col nome di C. d. charmensis.
In passato, questi uccelli venivano classificati come sottospecie del carpodaco cigliabianche dell'Himalaya, dal quale differiscono però per parametri biometrici (lunghezza di becco, ali e coda rispetto al corpo), vocalizzazioni e livrea, coi nomi rispettivamente di C. thura dubius, C. thura femininus e C. thura deserticolor: con le analisi del DNA mitocondriale, tuttavia, è stata evidenziata una differenza tassonomica tale da giustificarne la separazione e l'elevazione al rango di specie a sé stante.